# Andrzej Malina

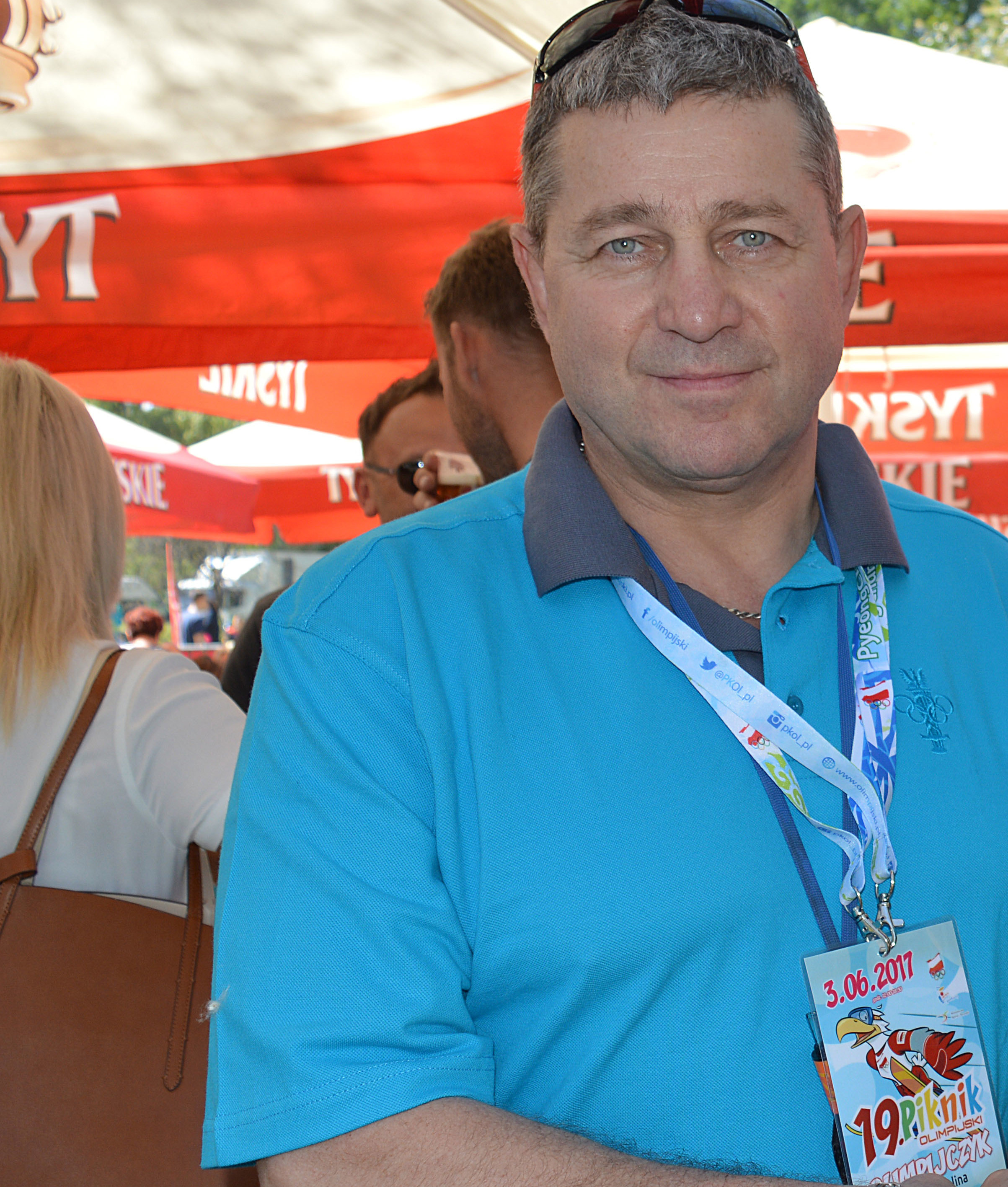
Andrzej Malina

Andrzej Janusz Malina (* 11. Oktober 1960 in Klarysewic bei Warschau) ist ein ehemaliger polnischer Ringer.

## Werdegang
Andrzej Malina begann im Alter von 13 Jahren mit dem Ringen. Sein erster Verein, für den er auf die Matte ging, war „Elektronik“ Plasezcno, später, nachdem er erste Erfolge eingefahren hatte, wechselte er zu Legia Warschau. Seine Fortschritte verdanke er im Lauf seiner Karriere vor allem den Trainern Ryszard Glowacki und Boleslaw Dubicki und in der Nationalmannschaft der Ringer Polens den Trainern Janusz Tracewski und Stanislaus Krzesinski. Andrzej Malina, der ausschließlich im griechisch-römischen Stil rang, wurde 1978 polnischer Jugendmeister und belegte bei den Junioren-Europameisterschaften (Espoirs) des gleichen Jahres im finnischen Oulu den 5. Platz im Mittelgewicht. Auch bei den Junioren-EM 1979 und 1980 schnitt er gut ab (Bronzemedaille 1980) und bei den Junioren-Weltmeisterschaften 1979 wurde er Vierter.
Bei seinem ersten Start bei den Senioren im Jahr 1980 erreichte er bei den Europameisterschaften in Prievidza nur den 9. Platz. Für die Olympischen Spiele 1980 in Moskau wurde ihm daraufhin Jan Dolgowics vorgezogen.
Erst zwei Jahre später, 1982 in Warna, wurde er wieder bei einer internationalen Meisterschaft eingesetzt. Diesmal war er in hervorragende Form und wurde Vizeeuropameister. Im Finale unterlag er dem sowjetischen Sportler Janimow. Seine nächste Medaille gewann Andrzej 1983 bei der Europameisterschaft in Budapest. Im Halbfinale unterlag er Taimuraz Abchasawa aus der UdSSR. Bei den Weltmeisterschaften des gleichen Jahres in Kiew belegte er den 5. Platz.
Im Jahr 1984 war er bei der Europameisterschaft in Jönköping wieder am Start. Er schlug in seiner Gruppe dieses Mal zwar seinen Angstgegner Ion Draica aus Rumänien, unterlag aber dem Bulgaren Angel Bontschew. Im Kampf um die Bronzemedaille unterlag er auch dem Finnen Jarmo Övermark. Ein Start bei den Olympischen Spielen 1984 in Los Angeles blieb ihm wegen des Boykotts der Spiele durch die sozialistischen Staaten versagt.
Ab 1985 startete er eine Gewichtsklasse höher, im Halbschwergewicht. Bei der Europameisterschaft dieses Jahres in Leipzig verpasste er mit dem 4. Platz knapp eine Medaille. Bei der Weltmeisterschaft dieses Jahres und bei der Europameisterschaft 1986 war er nicht am Start. Bei der Weltmeisterschaft 1986 in Budapest wurde er in überlegenem Stil Weltmeister. Im Finale schlug er den erfahrenen Atanas Komtschew aus Bulgarien.
Dieser Sieg war der Höhepunkt seiner Laufbahn. Bei den folgenden Weltmeisterschaften 1987 und bei den Olympischen Spielen 1988 in Seoul konnte er sich nicht mehr im Vorderfeld platzieren. Er beendete daraufhin seine Laufbahn als aktiver Ringer.
Der gelernte Elektrotechniker besuchte die Akademie für Sport und Erziehung in Warschau und übernahm danach ein Amt als Ringertrainer im polnischen Ringerverband.

## Internationale Erfolge
(OS = Olympische Spiele, WM = Weltmeisterschaft, EM = Europameisterschaft, GR = griechisch-römischer Stil, Mi = Mittelgewicht, Hs = Halbschwergewicht, damals bis 82 kg, bzw. 90 kg Körpergewicht)
- 1978, 5. Platz, Junioren (Espoirs)-EM in Oulu, GR, Mi, hinter Ion Draica, Rumänien, Piotr Winitschenko, UdSSR, Sandor Kapesz, Ungarn und Sören Claesson, Schweden;
- 1979, 4. Platz, Junioren (Espoirs)-WM in Haparanda, GR, Mi, hinter Jewgeni Stamow, Bulgarien, Michail Baranow, UdSSR und Claesson;
- 1980, 9. Platz, EM in Prievidza, GR, Mi, nach Niederlagen gegen Frank Andersson, Schweden und Karoly Kopas, Jugoslawien;
- 1980, 3. Platz, Junioren (Espoirs)-EM in Bursa, GR, Mi, hinter Marian Dadakow, Bulgarien und Oleg Manin, UdSSR;
- 1982, 2. Platz, EM in Warna, GR, Mi, hinter Janimow, UdSSR und vor Draica, Kurt Spaniol, BRD und Jarmo Övermark, Finnland;
- 1983, 3. Platz, EM in Budapest, GR, Mi, hinter Taimuraz Abchasawa, UdSSR und Draicu und vor Sören Claesson, Gyula Erdelyi, Ungarn und Momir Petković, Jugoslawien;
- 1983, 5. Platz, WM in Kiew, GR, Mi, hinter Abchazawa, Lennard Lundell, Schweden, Övermark, Draica und vor Siegfried Seibold, BRD;
- 1984, 4. Platz, EM in Jönköping, GR, Mi, mit Siegen über André Bouchoule, Frankreich, Draica und Lothar Ruch, BRD und Niederlagen gegen Angel Bontschew, Bulgarien und Abchazawa;
- 1985, 4. Platz, EM in Leipzig, Gr, Hs, mit Siegen über Govedarica, Jugoslawien, Uwe Sachs, BRD, Franz Pitschmann, Österreich und Zlatarow, Bulgarien und Niederlagen gegen Ilie Matei, Rumänien und Hannula, Finnland;
- 1986, 1. Platz, WM in Budapest, GR, Hs, vor Atanas Komtschew, Bulgarien, Jindirch Durcak, CSSR, Yasutoshi Moriyama, Japan, Lajos Szegervari, Ungarn und Bernhard Ban, Jugoslawien;
- 1987, 11. Platz, WM in Clermont-Ferrand, GR, Hs, Sieger: Wladimir Popow, UdSSRvor Sandor Major, Ungarn und Komtschew;
- 1988, 12. Platz, OS in Seoul, GR, Hs, mit Sieg über Miriyama und Niederlagen gegen Pitschmann und Christer Gulldén, Schweden